# Chororgel

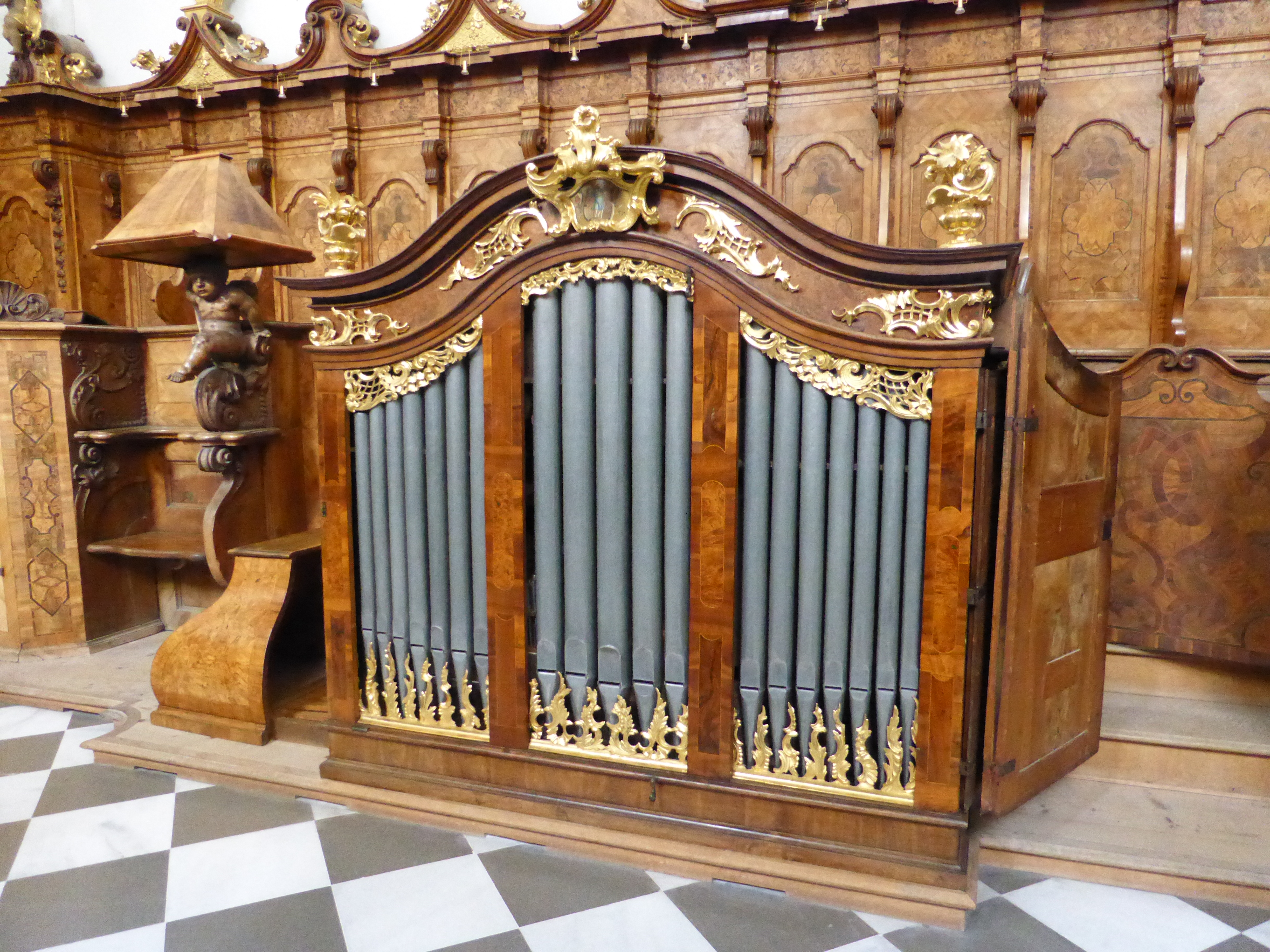
Andreas-Jäger-Orgel (1757), Stams

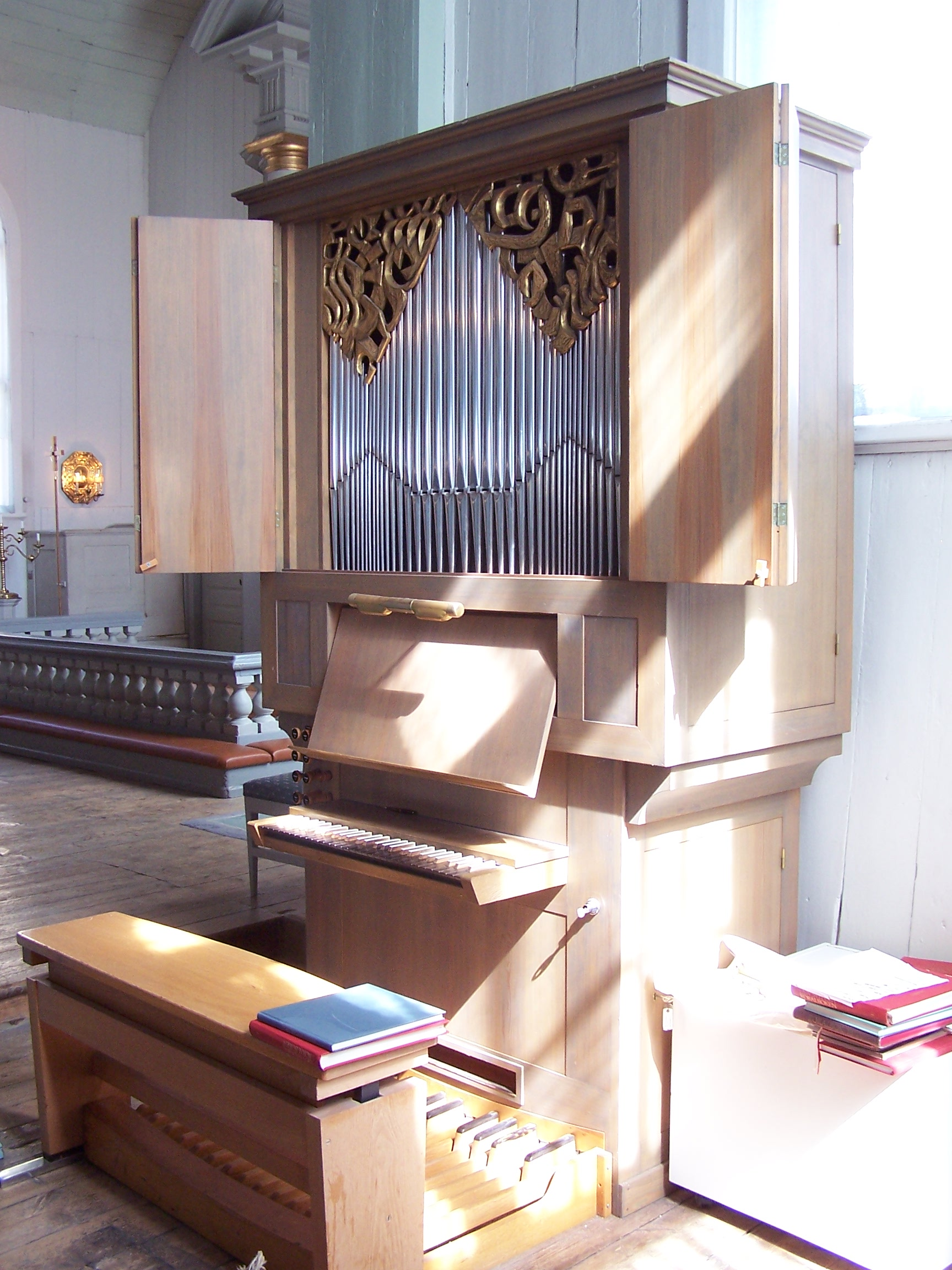
Chororgel in der Amiralitetskyrkan, Karlskrona, Schweden

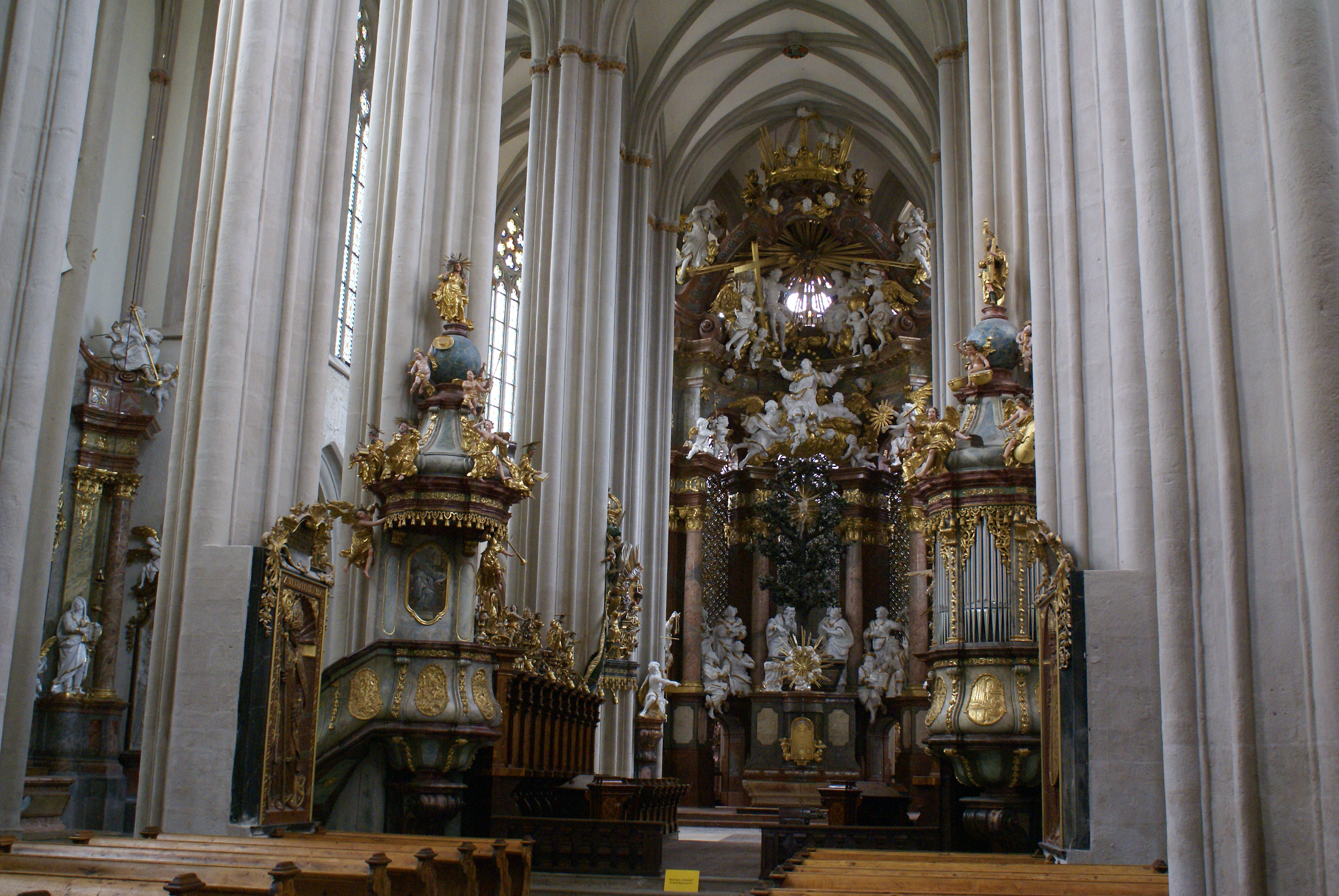
Chororgel als Pendant zur Kanzel (Zwettl)

Eine Chororgel ist eine eigenständige Orgel in größeren Kirchen, die zusätzlich zu einer größeren Hauptorgel im oder beim Chorraum eingebaut ist. Sie dient oft der Gestaltung kleinerer Gottesdienstformen oder der Begleitung konzertanter Aufführungen aus dem vorderen Bereich der Kirche.
Die Chororgel ist als selbstständiges Instrument von einem Fernwerk oder einem Auxiliarwerk zu unterscheiden, welche nur als Ergänzung einer Hauptorgel für besondere Raum- bzw. Klangeffekte errichtet werden.

## Geschichte
Die Chororgel diente ursprünglich vor allem der musikalischen Begleitung des Gesangs beim mehrmals täglichen Stundengebet von Mönchen oder Chorherren im Chorraum von Kloster- oder Stiftskirchen. Zur Begleitung des Gemeindegesanges steht etwa ab dem Barock in aller Regel zusätzlich eine größere Hauptorgel zur Verfügung. In Frankreich und England ist es zudem seit dem 19. Jahrhundert üblich, mindestens zwei Organisten anzustellen, von denen jeder jeweils ausschließlich nur für eine der beiden Orgeln zuständig ist. 
In seltenen Fällen dient die Chororgel gleichzeitig als Hauptorgel und ist dementsprechend größer dimensioniert (z. B. in der Abtei Marienstatt im Westerwald). Eine andere Variante befindet sich in den Klosterkirchen von Weltenburg und Frauenzell. Hier ist die Orgel mit zwei Prospekten als Brüstungsorgel ausgeführt. 
Eher selten ist die Existenz zweier Chororgeln nebeneinander, die dann auch als „Evangelienorgel“ (auf der linken Seite beim Blick nach vorne zum Altar) bzw. „Epistelorgel“ (rechte Seite) bezeichnet werden. Beispiele hierfür sind die Orgeln von Karl Joseph Riepp in St. Alexander und Theodor in Ottobeuren aus dem Jahr 1766, ebenso die beiden Chororgeln der ehemaligen Abteikirche von Kloster Ebrach, die 1753 und 1759/1760 von Johann Christian Köhler gebaut wurden. In der Schweiz zeigen die Orgelanlagen im Kloster Einsiedeln, in der Stiftskirche St. Gallen und in der Klosterkirche Muri ähnliche Züge.
Da hier die beiden Organisten Blickkontakt haben und die beiden Instrumente für Chororgeln relativ groß dimensioniert sind, ist auch konzertante Musik für zwei Orgeln möglich.

## Heutige Verwendung
Um einen besseren Kontakt vom Organisten zur Gemeinde zu ermöglichen, wird in großen Kirchen oft eine Chororgel eingebaut. Diese wird bei Gottesdienstarten, die in einem kleineren Rahmen stattfinden, verwendet, oder sie dient als Begleitinstrument für größere, konzertante Aufführungen im Chorraum. Chororgeln sind manchmal völlig eigenständige Instrumente, können aber auch Bestandteil einer größeren Orgelanlage sein. Oft werden heute größere Positive, aber auch sogar Orgeln, die an der Langhauswand in der Nähe des Volksaltars der Kirche errichtet wurden, als „Chororgel“ bezeichnet.